# Ilex cardonae
Ilex cardonae är en järneksväxtart som beskrevs av J.A. Steyermark. Ilex cardonae ingår i släktet järnekar, och familjen järneksväxter. Inga underarter finns listade i Catalogue of Life.